# Scène de plage
La Scène de plage ou Scène de plage avec dunes est une huile sur toile de Jacob van Ruisdael, probablement de 1676, et conservée au musée de l'Ermitage de Saint-Pétersbourg. Elle mesure 52 × 68 cm et elle est signée en bas à droite.

## Description
Cette marine représente une scène de plage en été sans doute près de Schéveningue, sous les nuages. Les tons jaunes et gris foncé dominent avec des touches de noir et de blanc. Seule une minuscule touche rouge contraste au milieu avec la jupe d'une négresse au bord de l'eau. Des personnages se promènent sur la plage, d'autres en haut des dunes. Au centre et à gauche de la scène des personnages, femmes, hommes et enfants, se baignent les pieds. Au loin d'autres personnages marchent dans l'eau vers de petites embarcations à voile de pêcheurs. La plupart ont un manteau noir recouvrant leurs vêtements d'été. L'horizon de la mer se déploie à gauche de la toile, tandis qu'à droite des dunes se dressent. Selon certains experts, les personnages sont surtout de la main d'Adriaen van de Velde, Ruisdael étant depuis quelques années malade et de ce fait se concentrait surtout sur l'interprétation de la nature seule. 

## Histoire
Ce tableau correspond à une description qu'en fait Waagen (il vécut en Russie à l'invitation d'Alexandre II de 1861 à 1863) en 1864 (Côte à Scheveningen) après une visite au palais de Pavlovsk. Le grand-duc Constantin, qui en hérita, le mit au palais de Marbre, où la toile fut confisquée en 1919 par les bolchéviques. Cette œuvre fait depuis lors partie de la collection hollandaise du musée de l'Ermitage.